# Antonio López Álvarez
Antonio López Álvarez (Madrid, 12 de maig de 1980) és un exfutbolista madrileny, que ocupava la posició de migcampista.

## Carrera esportiva
Destaca al CD Leganés. De l'equip madrileny passa al Reial Valladolid, amb qui debuta a primera divisió a la campanya 00/01, amb 20 partits i un gol. A l'any següent seria cedit al CD Numancia mitja campanya, i després repescat pels val·lisoletans, però no gaudeix de tants minuts.
L'estiu del 2003 fitxa pel Sevilla FC, on juga dues campanyes i mitja, sense arribar a ser-ne titular. La temporada 05/06 seria cedit al Màlaga CF.
Posteriorment, el migcampista madrileny ha seguit militant en equips de Segona Divisió, com el CE Castelló, el Nàstic de Tarragona i l'Albacete Balompié, signant en tots tres campanyes irregulars.